# Feria Saara de Río de Janeiro

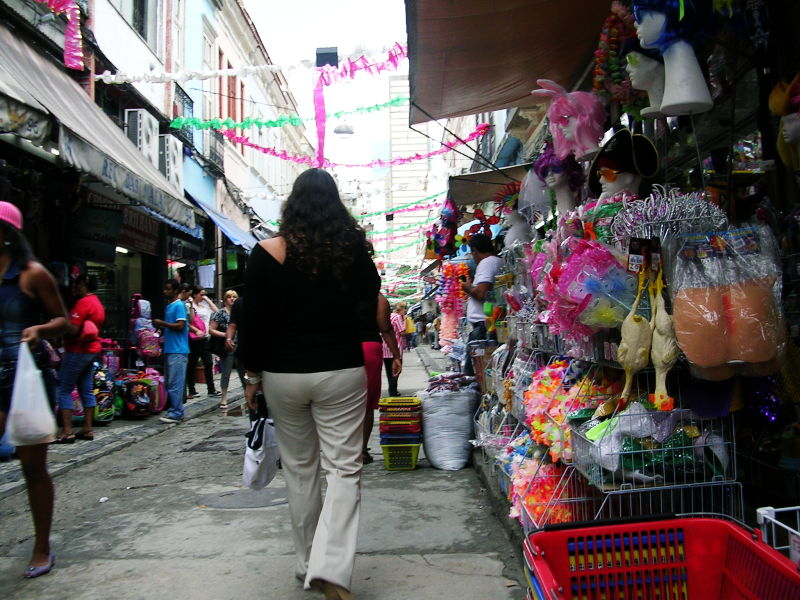
Una de las calles de la feria Saara.

La feria Saara, sigla en portugués de la Sociedad de Amigos de las Adyacencias de la Rúa Alfândega, es un área de comercio popular a cielo abierto del centro de Río de Janeiro, Brasil, compuesta por unos 1.200 establecimientos comerciales, frecuentada diariamente por cerca de setenta mil personas.

## Ubicación

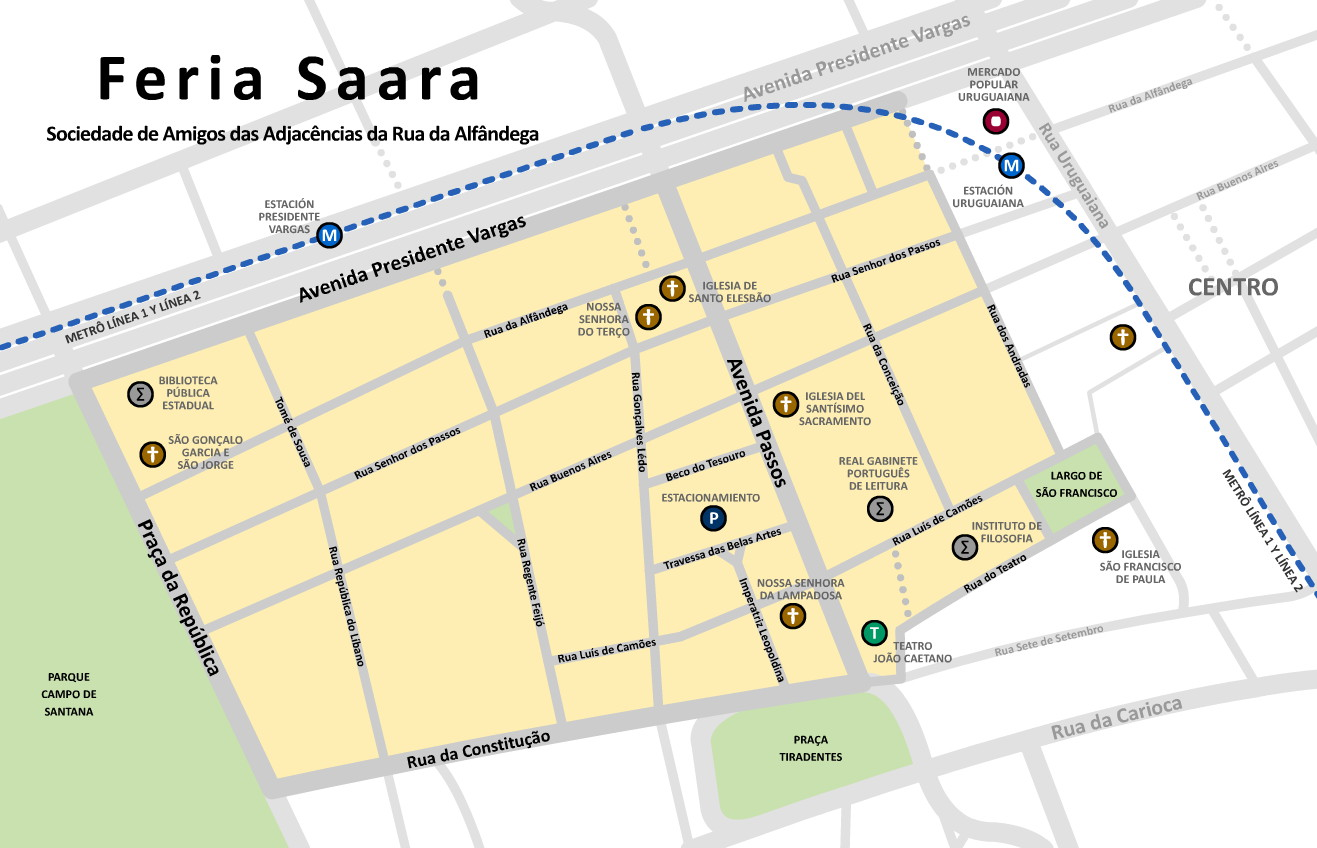
Mapa de Saara.

Se encuentra en el centro de Río de Janeiro. Son once calles entre avenida Presidente Vargas, rua dos Andradas, Constituição y Praça da República (Campo de Santana), aunque más allá de sus límites pueden encontrarse comercios con similares características.
En los alrededores de Saara se encuentran las estaciones del metrô (subterráneo) Uruguaiana y Presidente Vargas.

## Historia
La calle Alfândega y sus adyacencias, donde hoy se encuentra la feria, fua un área cercana al puerto donde se realizaban las tareas aduaneras (alfândega significa aduana en portugués).
Dada su proximidad con el puerto, la zona sirvió como lugar de residencia de numerosos inmigrantes sirios, libaneses, judíos, griegos, turcos, españoles, portugueses y argentinos, que llegaron a Brasil a fines del siglo XIX y comienzos del XX. La mayoría montó allí sus locales comerciales.
Durante el gobierno de Carlos Lacerda se propuso remodelar el centro de la ciudad y construir una diagonal que conectaría Central do Brasil con Lapa, lo que significaría desplazar de la zona a todos los comerciantes. Estos decidieron reunirse en una asociación para luchar contra la "Via Diagonal", proyecto que finalmente fue descartado.
La Sociedade dos Amigos e das Adjacências da Rua da Alfândega (Saara) fue oficializada el 5 de octubre de 1962 y elevada a la condición de utilidad pública por ley de la Assembléia Legislativa do Estado da Guanabara, de junio de 1966.

## Características

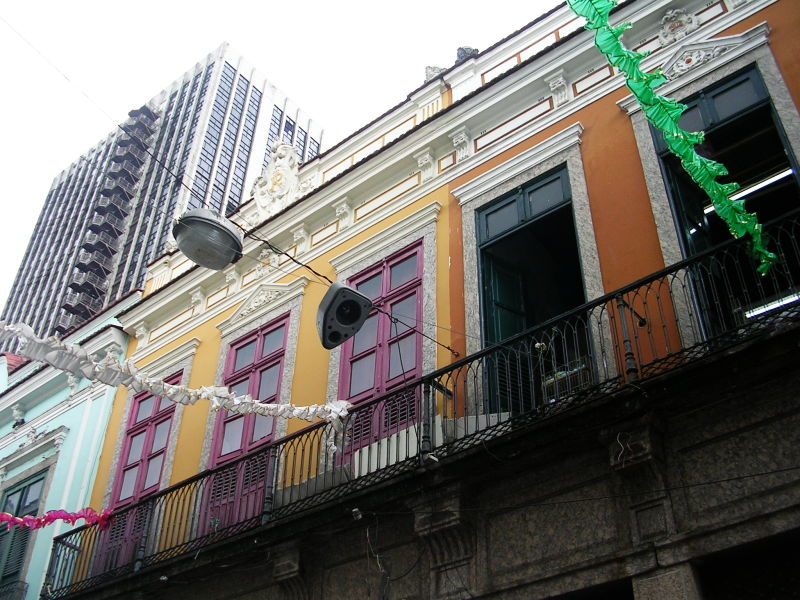
Las típicas casas coloniales sobre los comercios de Saara.

Cuenta con más de 600 locales comerciales, dedicados a la venta de muebles, vestimenta, accesorios de vestimenta, flores artificiales, locales de R$1,99, productos artesanales, juguetes, fotografía y video, material de confección, alimentos, artículos deportivos, calzados, iluminación, óptica, relojes, artículos de cama y baño, joyas, perfumes, artículos de fiesta, bisutería, herramientas, papelería, lencería y regalos.
Su gran actividad de lunes a sábado se debe a la gran variedad de productos y principalmente a los precios accesibles, habitualmente por debajo de la media de los shoppings de la ciudad.
Sin embargo, la piratería es una práctica habitual de algunos de los comerciantes de la feria: se puede conseguir ropa falsificada, imitaciones no autorizadas de relojes, copias ilegales de CD y DVD e incluso celulares robados.
La asociación de comerciantes que dio nombre a la feria lograron una zona comercial de tal popularidad que el nombre Saara pasó a identificar a esa zona del centro de Río.
Dentro de Saara hay sedes y agencias de los bancos Bradesco, Itaú, Real, Unibanco, HSBC, Caixa Econômica Federal, Banco do Brasil, Mercantil, Banespa, Bilbao Vizcaya y Banerj.
En Saara también se encuentran la Biblioteca Pública Estadual Celso Kelly y el Real Gabinete Português de Leitura.

## Comercio electrónico
Desde 2009 se pueden realizar compras por internet, a través del sitio de venta electrónica al que adhirieron muchos de los comercios de Saara.

## Eventos especiales
Las fiestas nacionales suelen reunir a gran cantidad de compradores que van a Saara en busca de ofertas para adquirir sus regalos. Además de decorar las calles de manera alusiva, los locales suelen ofrecer promociones en los días previos a Navidad, Pascuas y los días de la madre, del padre, de los enamorados y del niño. Para carnaval, las escuelas de samba se acercan en busca de elementos decorativos, telas y fantasías.